# Джо Тетте
Джо Тетте (англ. Joe Tetteh; 10 грудня 1941 — 20 квітня 2002) — ганський професійний боксер-легковаговик, чемпіон Гани, чемпіон Британської співдружності.

## Боксерська кар'єра
На професійному ринзі дебютував 5 січня 1957 року, всього провів 79 поєдинків, у 45 з яких святкував перемогу.
6 червня 1959 року в поєдинку за вакантний титул чемпіона Гани у напівлегкій вазі поступився Лаву Аллотею.
1 квітня 1961 року, з другої спроби, виборов вакантний пояс чемпіона Гани у напівлегкій вазі, перемігши Джомо Джексона. Провів кілька вдалих захистів титулу.
5 жовтня 1963 року в поєдинку за звання чемпіона Британської імперії у напівлегкій вазі поступився Флойду Робертсону.
21 вересня 1972 року виборов вакантний пояс чемпіона Британської імперії у першій напівсередній вазі, перемігши новозеландця Джоея Сантоса. Проте вже за півроку втратив чемпіонський титул, поступившись у березні 1973 року австралійцеві Гектору Томпсону. У липні того ж року програв і бій-реванш.